# Gravity's Rainbow (Klaxons)
Gravity's Rainbow è un singolo del gruppo inglese Klaxons estratto dal loro primo album Myths of the Near Future. Prende il nome dall'omonimo romanzo di Thomas Pynchon.

## Tracce
1. Gravity's Rainbow – 2:37
2. The Bouncer – 2:15